# Баново
Баново е село в Североизточна България. То се намира в община Суворово, област Варна.

## География от
Село Баново се намира на 21 km от град Варна и на 15 km от летище Варна. Граничи с местността „Побити камъни“.
Селото има 180 къщи, 100 от които са със стоманобетонна конструкция. Населението е около 300 жители, 45% от тях са в пенсионна възраст, 35% – в работеща и 20% в непълнолетна възраст. 96% от населението са българи, има и няколко английски, френски и други чуждестранни семейства. 35% от жителите са с висше образование, а около 60% – със средно или средно техническо.
Село Баново има много добре развито лозарство. Почвата е подходяща за отглеждане на много земеделски култури. Животновъдството не е толкова добре развито. Най-вече се развива селски туризъм.
Има добре изградена инфраструктура: асфалтирани пътища, електрификация, отлично водоснабдяване, голям и модерен хранителен магазин. Има православен храм, читалище и хотел с ресторант, наречен „Комплекс Ваяците“.

## История
Старото име на Баново е Сюн бей, който е изградил чифлик. Заселването на Баново на днешното му място започва преди около два века. Първите преселници са от балканските села Голица и Еркеч, които след похода на Иван Дибич-Забалкански през 1828 – 1829 се отправят за Молдова, но по пътя си отсядат край чифлика на Сюн бей.
През Кримската война (1854 – 1855) край селото са разположени английски и френски войски.
Селото е преименувано на Баново на 14 август 1934 г. с разрешение на правителството на Кимон Георгиев.
През пролетта на 1949 г. в селото е създадена всестранна взаимоспомагателна кооперация.

## Население
Численост на населението според преброяванията през годините:
| \| Година на преброяване \| Численост \| \| --------------------- \| --------- \| \| 1934 \| 442 \| \| 1946 \| 412 \| \| 1956 \| 365 \| \| 1965 \| 184 \| \| 1975 \| 94 \| \| 1985 \| 78 \| \| 1992 \| 71 \| \| 2001 \| 72 \| \| 2011 \| 82 \| \| 2021 \| 167 \| |           |
| Година на преброяване | Численост |
| 1934 | 442       |
| 1946 | 412       |
| 1956 | 365       |
| 1965 | 184       |
| 1975 | 94        |
| 1985 | 78        |
| 1992 | 71        |
| 2001 | 72        |
| 2011 | 82        |
| 2021 | 167       |

### Етнически състав

#### Преброяване на населението през 2011 г.
Численост и дял на етническите групи според преброяването на населението през 2011 г.:
|                     | Численост | Дял (в %) |
| Общо                | 82        | 100.00    |
| Българи             | 77        | 93.90     |
| Турци               | –         | –         |
| Цигани              | –         | –         |
| Други               | ?         | ?         |
| Не се самоопределят | ?         | ?         |
| Неотговорили        | 4         | 4.87      |

## Културни и природни забележителности
Село Баново има невероятна панорама към град Варна, Варненското езеро и местността „Побити камъни“. Красива е и местността Батаклията, намираща се на около 3 – 4 km от селото по еко пътеката към с. Чернево, с 3 водопада и пикник зона.

## Редовни събития
Православният храм е посветен на всички светци и има ежегоден събор в тяхна чест.